# Robert Lowie
Robert Lowie, właśc. Robert Heinrich Löwe (ur. 12 czerwca 1883 w Wiedniu, zm. 21 września 1957 w Berkeley) – amerykański antropolog.
Teoretyk kultury, badacz społeczności indiańskich, zwolennik funkcjonalizmu w antropologii kulturowej. Autor m.in. Primitive Society (1920).